# Tony Wolters
Anthony John Wolters (né le 9 juin 1992 à Vista, Californie, États-Unis) est un receveur des Dodgers de Los Angeles de la Ligue majeure de baseball.

## Carrière
Joueur de baseball à l'école secondaire Rancho Buena Vista High School, Tony Wolters est repêché par les Indians de Cleveland au 3e tour de sélection en 2010. Il signe son premier contrat professionnel pour 1,35 million de dollars. À l'origine un joueur d'arrêt-court et de deuxième but, Wolters devient receveur dans les ligues mineures à compter de la saison 2013.
Le 18 février 2016, après 6 saisons en ligues mineures avec des clubs affiliés aux Indians de Cleveland, Wolters est soumis au ballottage et réclamé par les Rockies du Colorado.
Il fait ses débuts dans le baseball majeur avec Colorado le 5 avril 2016.